# Bazela
Bazela (lat. Basella), rod Rod jednogodišnjih biljaka iz porodice Basellaceae. Postoji pet prizntih vrsta iz tropske Azije i istočne Afrike

## Vrste
1. Basella alba L.
2. Basella excavata Elliot
3. Basella leandriana H.Perrier
4. Basella madagascariensis Boivin ex H.Perrier
5. Basella paniculata Volkens

## Sinonimi
- Gandola Rumph. ex Raf.